# Kanton Saint-François
Kanton Saint-François (francouzsky Canton de Saint-François) je francouzský kanton v departementu Guadeloupe v regionu Guadeloupe. Tvoří ho pouze obce Saint-François, La Désirade a část obce Sainte-Anne.